# Kisteleki Hanna
Kisteleki Hanna (Budapest, 1991. március 10. –) Európa-bajnok magyar vízilabdázó. Édesapja Kisteleki István edző, vállalkozó, sportvezető. Testvérei Kisteleki Dóra és Kisteleki Orsolya vízilabdázók.

## Pályafutása
2000-ben kezdett vízilabdázni a BVSC-ben. Innen a következő évben az Újpesti TE-be igazolt. 2004-től a Bp. Honvéd játékosa lett. A felnőtt csapattal 2007-ben és 2008-ban magyar bajnokságot nyert. 2008-ban egy szezonra ismét az UTE csapatában szerepelt. 2009-ben, a magyar bajnokságban ötödik lett. A junior vb-n negyedik helyezett volt. A góllövőlistán holtversenyben második helyen végzett. A junior Eb-n ötödik helyezést ért el. Ebben az évben az Újpesti VSE-hez  igazolt. 2010-ben a magyar bajnokságban negyedik lett. A világkupán és a világligában hatodik helyezést szerzett. Az Európa-bajnokságon ötödik volt.
A 2010–2011 szezontól a BVSC-ben szerepelt. 2011-ben ötödik lett az ob I.-ben. A junior világbajnokságon második helyezett lett. A magyar kupát megnyerték. 2012-ben a felnőtt Európa-bajnokságon bronzérmes volt. A magyar bajnokságban másodikként zárt. A válogatottal a selejtezőn kivívta az olimpiai indulás jogát. Az olimpián negyedik helyezést ért el.
2013-ban az universiadén ezüstérmet szerzett.
2014-ben ezüstérmes lett a magyar bajnokságban. A góllövőlistán első helyen végzett. A csapatok szavazatai alapján a bajnokság legjobb játékosának választották. 2015-ben magyar bajnok lett.
2016-ban tagja volt az Európa-bajnok válogatottnak.

## Magánélete
2016-ban házasságot kötött a válogatott kapusedzőjével, Áts Bertalannal. 2017 júliusában bejelentette, hogy gyermeket vár, így kihagyja a 2017-es világbajnokságot.

## Díjai, elismerései
Klubcsapatban
- BVSC
  - Magyar vízilabdakupa
    - Győztes (1): 2011

  - OB I
    - Ezüstérem (1): 2011–2012
- Bp. Honvéd
  - OB I
    - Bajnok (2): 2006–2007, 2007–2008
- UVSE
  - OB I
    - Bajnok (3): 2014–2015, 2015–2016, 2016–2017
    - Ezüstérmes (1): 2013–2014
    - Gólkirály: 2013–2014

  - Magyar vízilabdakupa
    - Győztes (3): 2014, 2015, 2016

  - LEN-bajnokok ligája
    - Döntős (1): 2015–2016

  - LEN-kupa
    - Győztes (1): 2016–2017

Válogatottban
- Magyarország
  - Európa-bajnokság:
    - Aranyérem (1): 2016
    - Bronzérem (2): 2012, 2014

  - Junior világbajnokság:                      
    - Ezüstérem (1): 2011

  - Universiade:
    - Ezüstérem (1): 2013

Egyéni
- Magyar Ezüst Érdemkereszt (2012)